# Pictodentalium formosum
Pictodentalium formosum är en blötdjursart som först beskrevs av Arthur Adams och Reeve 1850.  Pictodentalium formosum ingår i släktet Pictodentalium och familjen Dentaliidae. Inga underarter finns listade i Catalogue of Life.